# Ammoselinum rosengurtii
Ammoselinum rosengurtii är en flockblommig växtart som beskrevs av Mildred Esther Mathias och Lincoln Constance. Ammoselinum rosengurtii ingår i släktet Ammoselinum och familjen flockblommiga växter. Inga underarter finns listade i Catalogue of Life.